# Werner Egk
Werner Egk, de son vrai nom Werner Joseph Mayer, est un compositeur allemand né le 17 mai 1901 à Auchsesheim près de Donauworth et mort le 10 juillet 1983 à Inning am Ammersee.

## Biographie
Werner Mayer est le fils d'un instituteur de campagne, Joseph Mayer, qui dirige le chœur de l'église locale. La famille déménage à Oberhausen, près d'Augsbourg en 1908, où il suit bientôt les cours du Gymnasium (lycée). Il entre au conservatoire d'Augsbourg à l'âge de dix-huit ans. Il décide deux ans plus tard de se consacrer à la musique, contre la volonté de son père, qui souhaitait pour lui une carrière d'employé de la poste. Werner Mayer étudie à Francfort-sur-le-Main et à Munich. Il commence à travailler comme compositeur de théâtre à Schwabing. Il se lie avec le chef Hermann Scherchen, défenseur de l’avant-garde ainsi qu'avec les frères Strecker qui dirigent les éditions Schott à Mayence.
Il épouse en 1925 la violoniste Elisabeth Karl, qui lui inspire son nom d'artiste Egk (E pour Elisabeth, G pour Geigerin – « violoniste » en allemand – et K pour Karl).
Lors des Jeux olympiques de Berlin de 1936, il est distingué dans le volet culturel par une médaille d'or dans la discipline "musique d'orchestre".
En 1941, il devient vice-président de la Chambre de la musique du Reich (Reichsmusikkammer), chef de la section des compositeurs, succédant à ce poste à Paul Graener. Egk défend les intérêts de ses collègues compositeurs mais se compromet auprès des autorités nazies et notamment Joseph Goebbels.
Élève de Carl Orff, en comparaison duquel Egk obtient de plus grands succès sous le III° Reich, il a essentiellement composé des œuvres lyriques issues d'ouvrages d'auteurs tels que Heinrich von Kleist et Nicolas Gogol ainsi qu'un Peer Gynt. Il a également composé des ballets, comme Joan de Zarissa (1940).
Après la Deuxième Guerre mondiale, il fait l'objet d'une enquête et d'un procès en dénazification dont il sort indemne.
À partir de 19487/48, sa musique est à nouveau beaucoup jouée et il occupe des postes importants dans la filière musicale comme de nombreux autres artistes compromis à des degrés divers avec le régime nazi. Il est ainsi président de la Société pour les droits sur la représentation musicale et la reproduction mécanique (GEMA), directeur et professeur de composition à la Hochschule für Musik à Berlin.

## Œuvre

### Opéras
- Columbus (1933)
- Die Zaubergeige (1935)
- Peer Gynt (en) (1938) d'après Henrik Ibsen
- Circe  (1945) d'après Pedro Calderón de la Barca
- Irische Legende  (1955) d'après William Butler Yeats
- Der Revisor (1957) d'après Nicolas Gogol
- Die Verlobung in San Domingo (1963)  d'après Heinrich von Kleist

### Ballets
- Joan von Zarissa  (1940)
- Abraxas (1948)
- Die chinesische Nachtigall  (1953) d'après Hans Christian Andersen
- Casanova in London (1969)

### Musique symphonique
- La Tentation de saint Antoine (1952)
- Suite française d'après Rameau (1949)